# Héctor Acosta
Héctor Elpidio Acosta Restituyo (Bonao, Monseñor Nouel; 23 de mayo de 1967), a veces referido como Héctor «el Torito» Acosta, es un cantante y político dominicano, destacado en géneros como el merengue, bolero y bachata. Conocido por haber sido el líder vocalista de la popular agrupación dominicana de merengue de los noventa, Los Toros Band, de ahí su apodo de «El Torito».
Acosta se separó de la agrupación lanzándose como solista en una traumática transición y afianzándose como uno de los artistas más populares de la República Dominicana. En su carrera como solista ha cantado a dúo con cantantes internacionales como Alejandro Fernández, Romeo Santos, Don Omar, Jorge Celedón, entre otros.
Entre los éxitos de Acosta se encuentran «Lo que tiene ella», «Me voy», «Perdóname la vida», «Mi niña», «Primavera azul», «Me duele la cabeza», entre otros. Acosta es considerado uno de los artistas más completos de su país, ya que puede pasar de un merengue, bachata, merengue típico y hasta bolero con gran facilidad y sin perder calidad vocal.
Acosta ha realizado exitosas presentaciones en lugares como el Shea Stadium, Teatro United Palace, Center Park entre otros. Sus canciones «Sin perdón» y «Con qué ojos» han figurado en la lista del Hot Latin Songs de Billboard y ha llevado su música gran parte de Latinoamérica, Estados Unidos y Europa, específicamente España, Suiza e Italia.
En 2020 fue elegido senador de la República Dominicana por la provincia Monseñor Nouel; en 2024 fue reelegido para un segundo cuatrienio.

## Primeros años
Acosta nació en la comunidad Los Arroces y creció en el barrio San Pablo en Bonao, municipio cabecera de la provincia Monseñor Nouel el 23 de mayo de 1967, hijo de Elpidio Acosta, profesor de escuela y Seferina Irene Restituyo. Héctor es el mayor de dos hermanos. Durante su infancia, Acosta pertenecía al coro de la iglesia de su municipio lo que le permitió perfeccionar sus dotes de canto, aunque originalmente se preparaba para ser beisbolista.
En 1982, participó en un festival de la voz realizado por una emisora local quedando en primer lugar, más tarde pasa a formar parte de un grupo aficionado llamado La Renovación Quisqueyana (similar al legendario conjunto Los Paymasi) durante dos años. Más adelante deja la agrupación y se integra a otra llamada Los Gentiles, donde se desempeñó como bajista.

## Carrera
En 1987, Acosta conoció a Gerardo «el Toro» Díaz, quien más tarde se convertiría en su propulsor. Díaz casualmente vio a Acosta en una de sus interpretaciones aficionadas durante un concierto de Los Hermanos Rosario (donde se encontraba a modo de prueba) en Bonao. Allí, Díaz se le acerca y le propone formar parte de su futuro proyecto Los Toros Band. Previamente a este encuentro con Gerardo Díaz, Acosta estuvo alrededor de dos meses en un periodo de prueba con Los Hermanos Rosario y otros dos meses con Henry Hierro.

### Los Toros Band (1990-2005)
En 1990 Acosta se unió al proyecto de Díaz pero solo para lanzar el primer álbum de estudio del grupo sin presentaciones públicas. Durante un año el primer álbum, ¡Se soltaron!, se mantuvo como un rotundo éxito en las emisoras nacionales, sin embargo, Díaz prefirió mantener la expectativa.
El 4 de mayo de 1991 el grupo salió oficialmente con Acosta como vocalista y líder. Acosta duró alrededor de quince años en la agrupación, la cual popularizó temas como «A pasito lento», «La Chiflera», «Quizás sí, quizás no», «Enamorado», «El mujerón», «Llegó tu marido», «La nena del jean», «Las mujeres lo bailan bien», «Esa morenita», «Loca conmigo», «Si tú estuvieras», «Perdóname la vida», entre otros.
Después de casi quince años formando parte de la agrupación concebida por Gerardo «el Toro» Díaz y con una carrera relativamente estable, Acosta decide salir del grupo alegando diferencias económicas. Supuestamente las diferencias vienen también porque Acosta cedió el permiso a un locutor para que grabara una canción de Los Toros Band sin pedirle permiso a la disocgráfica, lo que molestó a la empresa discográfica. Acosta salió en su defensa declarando que en ese momento no existía un contrato oficial, y por ende, no hubo ninguna violación. Durante los últimos meses de 2005 y los primeros del 2006, Acosta se vio en una constante lucha legal por su liberación del contrato discográfico en el que estaba sometido por parte de Los Toros Records, empresa de Gerardo Díaz y su hermano Juan Pablo Díaz. Juan Pablo prohibió a Acosta salir con su agrupación, ni hacer presentaciones de ningún tipo hasta no arreglar las diferencias que tenían. En una entrevista dada por Acosta a un periodista dominicano, dijo que Gerardo y su hermano le habían preparado un sabotaje para que ninguna emisora pusiera sus canciones promocionales en el país. Además según sus palabras:

«Todo empezó en el manejo financiero, porque nunca se me dijo cuánto se ganó en una gira, no se me dio un centavo del mercado del disco dominicano y una empresa no puede caminar así, debe ser organizada».

también dijo:

«... los propietarios del sello, que son hondureños, deseaban que la orquesta fuera de gira a esa nación, pero los hermanos Díaz les dijeron que a mí no me gustaban esos viajes y que, además, yo cobraba a los comunicadores por cada entrevista que concedía y por cada foto que permitía me tomaban».

. 

«... Obviamente, eso no le gustó a los ejecutivos del sello disquero, porque creyeron lo que les dijeron y todo el mundo sabe que eso no es verdad. Por suerte, hace algunos días me lo confesaron y eso me llenó de rabia y de impotencia, por lo que ahora saben mi versión que pueden verificar».

.
En febrero de 2006, Acosta logró llegar a un acuerdo con Los Toros Records después de haber pagado una cuantiosa suma de dinero en un período de dos años.

### Solista

#### 2006-2007
El 8 de marzo de 2006, Acosta salió con su orquesta la cual llamó «Héctor Acosta & su Orquesta». La primera presentación fue en la discoteca Jet Set, una de las más prestigiosas de República Dominicana. Aunque originalmente merenguero, es en esta etapa en la que Acosta comienza a ser llamado bachatero. En septiembre se presentó junto a otros cantantes de su país en el Teatro United Palace, en un espectáculo denominado Área 809. Su primer álbum Sigo siendo yo, lanzado oficialmente el 24 de octubre de 2006 fue un éxito rotundo en la radio nacional con cinco canciones sonando al mismo tiempo, siendo el único cantante dominicano en lograr esta hazaña. Del disco ya estaban sonando con éxito canciones como «Lo que tiene ella», «Me voy» y «¿Cómo me curo?». Después del lanzamiento de su primer álbum, Acosta emprendió varias giras por Latinoamérica y Estados Unidos, específicamente Nueva York, Boston, Miami y Orlando.
El 18 de marzo de 2007, Acosta fue demandado por su exmánager Hugo Paulino Tineo por veintidós millones de pesos. La demanda fue por despido injustificado y no haber pagado prestaciones laborales. La demanda fue declarada inadmisible. El 27 de marzo ganó tres premios Casandra en las categorías de Orquesta de merengue del año, Merengue del año («¿Cómo me curo?»), y Álbum del año por su álbum debut Sigo siendo yo. El 18 de mayo compartió escenario con Gilberto Santa Rosa y Los Hermanos Rosario en la plaza de España de Santo Domingo, en un evento que reunió a más de ocho mil personas. El evento originalmente estaba previsto realizarse en el monumento la fortaleza Ozama, pero se trasladó a la plaza de España debido a una prohibición de la Secretaría de Estado de Cultura dominicana. El 2 de septiembre fue invitado en el concierto de Aventura K.O.B Live Tour del exitoso grupo de bachata Aventura en el Madison Square Garden. En el concierto también participaron Don Omar, Toby Love, Olga Tañón, Wisin & Yandel. Sin embargo, Acosta casi no pudo llegar al evento debido a evidentes síntomas de fiebre. El 17 de octubre lanzó oficialmente su segundo álbum titulado Mitad mitad. De este álbum se desprendieron éxitos como «Sin perdón», «Con qué ojos», «Me vio llorar» y «Entrégate», además en este álbum Acosta incursiona en el reguetón. Tras las tormentas que azotaron a la República Dominicana entre los meses de octubre y diciembre, el tema cristiano «Paz en la tormenta» que Acosta había grabado previamente se utilizó como alivio a las víctimas de la tragedia. El 18 de septiembre participa como uno de los artistas en el Verano Presidente de 2007, organizado por la Cervecería Nacional Dominicana y donde compartió junto a los merengueros dominicanos Eddy Herrera, Los Hermanos Rosario, Rubby Pérez, Milly Quezada y el salsero puertorriqueño Víctor Manuelle. El 6 de octubre vuelve al United Palace de la ciudad de Nueva York donde celebró sus quince años de carrera.

#### 2008-2009
El 14 de febrero de 2008, Acosta realizó un concierto en el Nokia Theatre en Times Square, Broadway, Nueva York. El evento reunió alrededor de 2500 personas. Además grabó a dúo con el colombiano Jorge Celedón el tema «Me vio llorar», siendo la primera canción de Acosta grabada en vallenato. El 10 de marzo de 2008 Acosta ganó por segunda ocasión los premios Casandra en las categorías Orquesta del año y Bachata del año, esta vez por la canción «Me voy». El 30 de agosto formó parte del concierto Superconcierto 809 celebrado en el Teatro United Palace de Washington Heights. El concierto fue patrocinado por la emisora neoyorquina La Mega 97.9 FM y también estuvieron los cantantes dominicanos Toño Rosario, Pochy y su Coco Band, Kinito Méndez y el presentador del evento fue Jochy Santos En septiembre colaboró con los cantantes puertorriqueños R.K.M. & Ken-Y en la canción «Vicio del pecado», la canción es una fusión de reguetón y bachata.  
Por todos sus méritos ese año, fue elegido por la empresa dominicana Grupo Omnimedia como Hombre del año 2008.
El 20 de febrero de 2009, Acosta fue parte del grupo de artistas dominicanos que le rindieron homenaje a José José en el concierto José José y sus amigos por siempre celebrado en el hotel Jaragua de la República Dominicana. El 23 de marzo de 2009 volvió a ganar sus nominaciones en los premios Casandra en las categorías Orquesta de merengue del año y Álbum del año, este último por su álbum Mitad mitad. En mayo fue invitado por el presidente de Honduras Manuel Zelaya con motivo del homenaje a la legendaria agrupación hondureña La Gran Banda. El 26 de junio lanzó su tercer álbum titulado Simplemente... El Torito. De este álbum, Acosta había lanzado un controversial video por el programa Primer Impacto de Univisión, el video cuya canción es «Tu primera vez» a dúo con R.K.M. & Ken-Y envuelve a un sacerdote de pueblo que se enamora de una chica de la capital (Santo Domingo) que va a confesarse con él. El 8 de agosto participó como invitado honorífico en el Dominican Day Parade de 2009. Entre el 28 y 29 de agosto se presentó junto a grandes superestrellas de la música latina como el colombiano Juanes, los españoles Alejandro Sanz, David Bisbal y Enrique Iglesias, las mexicanas Paulina Rubio y Gloria Trevi, el puertorriqueño Luis Fonsi, la italiana Laura Pausini y el también dominicano José Alberto el Canario, entre otros, en el Madison Square Garden El 25 de septiembre recibió el Latin Pride Awards junto al baloncestista de la NBA Al Horford, el cantante Chichí Peralta, la violinista Aisha Syed, el atleta Marcos Díaz, las modelos Arlenis Sosa y Ada de la Cruz en el Wilbur Theatre en Boston, Masachusets. El 28 de noviembre se presentó junto a Don Omar y R.K.M. & Ken-Y en el coliseo Roberto Clemente en un evento organizado por la emisora La Mega en Guayama, Puerto Rico. En el evento hubo alrededor de 8500 personas
Además, realizó conciertos en Curazao y Aruba ante más de cinco mil personas.

#### 2010-2015
El 17 de enero de 2010, Acosta fue uno de los artistas que participó en el telemaratón dominicano «Que viva el país por Haití», evento organizado para recaudar fondos debido a los daños causados por el terremoto ocurrido en ese país. El 18 de febrero formó parte de los artistas que amenizaron en los Premios Lo Nuestro de 2010. A pesar de haber estado nominado, no ganó. El 21 de febrero se presentó junto a Calle 13 en el Carnaval Vegano 2010 en La Vega, República Dominicana. El 16 de marzo ganó en los premios Casandra de 2010 en la categoría Orquesta de merengue del año. El 24 de abril realizó un concierto en el Armony en Nueva York junto a Los Tigres del Norte. En junio cantó ante treinta mil personas en el festival Verano Zol celebrado en el Montgomery County Fairgrounds en Washington, siendo galardonado más tarde con el Premio a la Excelencia. El 1 de julio se presentó en el Hard Rock Cafe Santo Domingo con su concierto Torito Unplugged rompiendo el récord del establecimiento como el artista en tener la mayor asistencia de público. Ese mismo mes recibió un disco de oro por parte de la compañía discográfica Venemusic, por haber vendido más de cincuenta mil copias de su tercer álbum Simplemente... El Torito. El 19 de octubre lanzó de manera oficial su tercer álbum Oblígame, en este álbum se incluye el éxito «Me duele la cabeza».
El 5 de febrero de 2011 se presentó junto al salsero puertorriqueño Willie Colón en la discoteca Forty Forty, propiedad del beisbolista dominicano de las grandes ligas David Ortiz.
El 12 de mayo de 2011, Acosta se enfrentó a un multitudinario Best Buy Theater en Nueva York junto a los salseros puertorriqueños Tito Nieves y Gilberto Santa Rosa en un evento denominado Tu Ritmo – Tu Música donde fue el artista estelar.
El 6 y 7 de junio de 2011 realizó dos conciertos por primera vez en el teatro Coliseo de Argentina. No obstante, Acosta se vio envuelto en un incidente aéreo cuando el avión en el que llegó a Buenos Aires fue impactado por un rayo, pero el suceso no pasó a mayores.
El 6 de octubre de 2011 lanzó un tema navideño titulado «El puerco ta' chivo».
En el 2012 lanza al mercado su producción Con el corazón abierto, con el que logra gran éxito con los sencillos «No soy un hombre malo» y «Tu veneno».
En 2015 publicó un nuevo trabajo discográfico titulado Merengue y sentimiento, con el que logró una nominación a los Premios Grammy Latinos en la categoría Mejor álbum tropical contemporáneo.

## Discografía

### Álbumes de estudio
| Álbum                    | Lanzamiento           | Sello(s) discográfico(s)                   |
| ------------------------ | --------------------- | ------------------------------------------ |
| Típico                   | 2004                  | J&N Records                                |
| Sigo siendo yo           | 24 de octubre de 2006 | J&N Records / Tapes Records                |
| Mitad Mitad              | 15 de abril de 2008   | Venemusic Records / Machete Music          |
| Simplemente... El Torito | 26 de mayo de 2009    | Venemusic Records / Universal Music Latino |
| Oblígame                 | 19 de octubre de 2010 | Venemusic Records / Universal Music Latino |
| Con el corazón abierto   | 28 de agosto de 2012  | EGM                                        |
| Merengue y sentimiento   | 16 de octubre de 2015 | D.A.M. Production Inc.                     |
| Este soy yo              | 20 de mayo de 2022    | Independiente                              |

### Sencillos
| Canción                                                                                | Álbum                    |
| -------------------------------------------------------------------------------------- | ------------------------ |
| «Lo que tiene ella» «Primavera azul» «¿Cómo me curo?» «Me voy» «La novia»              | Sigo siendo yo           |
| «Entrégate» «Paz en la tormenta» «Sin perdón» «Con qué ojos» «Dominicano donde quiera» | Mitad mitad              |
| «Tu primera vez» «Me vio llorar» «La noche»                                            | Simplemente... El Torito |
| «Me duele la cabeza» «Rumba buena» «Dímelo ahora» «Me llamas» «Que vuelva mi morena»   | Oblígame                 |
| «Tu veneno» «Levántate» «No moriré»                                                    | Con el corazón abierto   |

### Colaboraciones
| Canción                  | Artista invitado       | Álbum                    |
| ------------------------ | ---------------------- | ------------------------ |
| «Me voy (remix)»         | Romeo Santos           | Mitad mitad              |
| «Mil cartas»             | Grupo El Pueblo        | Mitad mitad              |
| «Me vio llorar»          | Jorge Celedón          | Mitad mitad              |
| «Tu primera vez (remix)» | R.K.M. & Ken-Y         | Simplemente... El Torito |
| «Maldito e-mail»         | Don Omar y Marcy Place | Simplemente... El Torito |
| «Se me va la voz»        | Alejandro Fernández    | Oblígame                 |
| «Perdóname»              | Pepe Aguilar           | Con el corazón abierto   |

### Videos musicales
- Primavera azul
- Sin perdón
- Con qué ojos
- Tu primera vez
- Me vio llorar
- Me duele la cabeza
- Tu veneno
- No moriré

## Política
Acosta siempre se ha identificado como adepto al Partido Revolucionario Dominicano. En el gobierno de Hipólito Mejía (2000-2004) ocupó el cargo de asesor artístico, y apoyó a Miguel Vargas Maldonado en la campaña de 2008. Su frase «¿Tiene mieo?» se utilizó como lema de la campaña de Vargas.
En julio de 2008 fue invitado por el equipo de campaña del presidente de los Estados Unidos Barack Obama, que para ese entonces era candidato, siendo designado portavoz para motivar el voto hispano en Miami y Nueva York. Además actuó en varios eventos organizados por el equipo de campaña de Obama. Ese mismo año se reveló un cartel en la ciudad de Bonao que decía «Por un Bonao mejor, Héctor Acosta senador». En varias ocasiones, Acosta ha dado a conocer su intención de incursionar en la política. En una entrevista realizada por la presentadora Luz García en el programa Noche de Luz, Acosta dijo que posiblemente sería candidato a diputado por Bonao.
En mayo de 2009, el presidente del Partido Revolucionario Dominicano, Miguel Vargas Maldonado, le propuso la candidatura para senador por la provincia Monseñor Nouel, Acosta rechazó la propuesta. En julio hizo fuertes críticas al gobierno de Leonel Fernández en una entrevista realizada en el programa de radio Huchi y el equipo del veterano periodista dominicano Huchi Lora. Acosta se refirió a la situación de su país diciendo: «muchos dominicanos han encontrado en el merengue un excelente calmante para enfrentar las dificultades que la misma provoca en la sociedad...». «Si no fuera por el merengue o una bachatica, a nosotros nos estuviera llevando el mismísimo (diablo); uno encuentra a mucha gente con la cara rara, pero gracias al merengue las cosas se acogen mejor». Fue la primera vez que Acosta hizo una crítica pública al gobierno de Fernández.
El 17 de febrero de 2011 mientras le tocaba entregar un premio en Premios Lo Nuestro, Acosta sacó un banderín amarillo con un 4 %. Esto se debió al reclamo que existe actualmente en la República Dominicana sobre la exigencia al gobierno dominicano del 4 % del producto interno bruto para educación.
En agosto de 2013, Acosta anunció su intención de ir por la senaduría de Monseñor Nouel en las elecciones de 2016.

## Vida personal
A finales de los noventa, Acosta se casó con una chica de La Vega y con quien tuvo dos hijos: Héctor Jr. y Nachely. La pareja se divorció en 2006.
El 15 de enero de 2011 en una entrevista realizada por la periodista Nuria Piera, Acosta reveló que fue adicto al alcohol y al cigarrillo.
El 19 de enero de 2012, Acosta se casó con su prometida de tres años Eraleisy Lenina Vásquez López en el hotel El Embajador en Santo Domingo. La pareja tuvo una hija, Adela, nacida el 16 de julio de 2013. Se divorció de su esposa Eraleisy Lenina Vásquez López en diciembre de 2022.

### Filantropía
Acosta todos los diciembres entrega personalmente la cena de Navidad a los pobladores más pobres de Bonao. Hace lo mismo cada enero pero esta vez con útiles escolares para los niños.

## Publicidad
En 2007 la marca de zapatos Shoempo nombró una línea de zapatos masculino con su nombre.
En enero de 2010, Acosta firmó junto a otros cantantes dominicanos por una cantidad de dinero no confirmada con la empresa Ambev, que distribuye la cerveza Brahma. Aunque no es un contrato exclusivo, Acosta forma parte de la publicidad de la empresa.

## Premios y reconocimientos
- El 26 de febrero de 2007 fue reconocido por el alcalde de la ciudad de Nueva York Michael Bloomberg.[76] El 27 de marzo ganó los Premios Casandra en las categorías "Orquesta de merengue del año", "Merengue del año", y "Álbum del año". En diciembre ganó el Premio Orgullo Latino en la categoría "Artista del año".
- El 10 de marzo de 2008 ganó en los Premios Casandra en las categorías "Orquesta del año" y "Bachata del año".
- El 23 de marzo de 2009 ganó en los Premios Casandra en la categorías "Orquesta de merengue del año" y "Álbum del año". El 8 de agosto, el desfile del Día de la Parada Dominicana en Nueva York fue dedicado a Acosta por sus aportes a la música dominicana.[32] El 10 de septiembre fue invitado a lanzar la primera bola en el juego entre Astros de Houston y Bravos de Atlanta en el Minute Maid Park.[77] El 24 de septiembre fue reconocido en los Premios Orgullo Latino.[78] El 25 de septiembre recibió el premio Latin Pride a la "Excelencia musical en bachata".[34] El 28 de septiembre fue reconocido por el senador de Boston Anthony Galluccio[79]
- El 16 de marzo de 2010 ganó en los Premios Casandra en la categoría "Orquesta de merengue del año". En julio recibió un disco de oro de parte de Venemusic por vender más de cincuenta mil copias de su álbum Simplemente...El Torito.[44] En septiembre fue seleccionado imagen y voz oficial del canal Venevisión+Plus Dominicana, propiedad de la Organización Cisneros[80]
- El 22 de marzo de 2011, a pesar de haber sido uno de los más nominado, sólo ganó un Casandra en la categoría "Orquesta merenguera" en los Premios Casandra 2011[81] En agosto, el alcalde de Providence Angel Taveras le entregó las llaves de la ciudad.[82]

- El 9 de abril de 2013 Acosta ganó "El Gran Soberano", el máximo galardón en la primera edición de Premios Soberano.